# Железняк, Михаил Николаевич
Михаил Николаевич Железняк (род. 24 декабря 1956 года) — российский учёный, специалист в области геокриологии, член-корреспондент РАН (2022).  Заслуженный деятель науки Республики Саха (Якутия) (2016).

## Биография
Родился 24 декабря 1956 года.
В 1980 году — окончил биолого-географический факультет Якутского государственного университета имени М. К. Аммосова.
В 2002 году — защитил докторскую диссертацию, тема: «Геотемпературное поле и криолитозона юго-востока Сибирской платформы»
Работает в Институте мерзлотоведения имени П. И. Мельникова СО РАН (ИМЗ СО РАН): с 2004 по 2009 годы — заместитель директора по научной работе, с 2011 года — заведующий лабораторией, с 2012 года — директор.
Профессор кафедры мерзлотоведения геолого-разведочного факультета Северо-Восточного федерального университета имени М. К. Аммосова.
В 2022 году — избран членом-корреспондентом РАН от Отделения наук о Земле.

## Научная деятельность
Специалист в области региональной геокриологии и геотермии криолитозоны.
Автор 269 научных работ, из них 4 монографии.
Основные научные результаты:
- разработан новый научно-методологический подход к оценке мощности многолетнемерзлой толщи в горных областях, выявлены одномерные и многомерные зависимости температуры пород и мощности криогенной толщи от комплекса природных факторов;
- исследованы особенности и закономерности геотемпературного поля, распространения и мощности многолетнемерзлой толщи в Енисей-Хатангском прогибе, Тунгусской, Байкитской, Вилюйской синеклизах, Анабарском и Алдано-Становом щитах Сибирской платформы в Верхоянской складчатой области, построены серии геокриологических карт и мерзлотно-геотермических разрезов;
- создана геокриологическая база данных Сибирской платформы;
- дана оценка реакции криолитозоны на современные изменения климата в различных геоморфологических условиях Сибири и Северо-Востока Азии.

Член редколлегии журналов «Криосфера Земли» «Инженерные изыскания», «Science in Cold and Arid Regions».

## Награды
- Заслуженный деятель науки Республики Саха (Якутия) (2016)
- Почётная грамота Президента Российской Федерации (5 февраля 2024 года) — за заслуги в развитии отечественной науки, многолетнюю плодотворную деятельность и в связи с 300-летием со дня основания Российской академии наук[2]